# Rachel Wilding
Rachel Wilding (Woking, 18 de julio de 1976) es una deportista británica que compitió en judo. Ganó una medalla de plata en el Campeonato Europeo de Judo de 2005, en la categoría de –78 kg.

## Palmarés internacional
| Campeonato Europeo | Campeonato Europeo      | Campeonato Europeo | Campeonato Europeo |
| Año                | Lugar                   | Medalla            | Categoría          |
| ------------------ | ----------------------- | ------------------ | ------------------ |
| 2005               | Róterdam (Países Bajos) | Medalla de plata   | –78 kg             |